# Трое (фильм, 2020)
«Трое» — российский фильм, снятый режиссёром и продюсером Анной Меликян в 2020 году. Фильм получил награду на «Кинотавре» — за лучшую операторскую работу Николая Желудовича.

## Сюжет
Женатый и успешный, но утомлённый ведущий телешоу, москвич Саша Сашин, получив в Санкт-Петербурге очередной приз, пытается свести счёты с жизнью, но встречает новую любовь и потом долго мечется между Москвой и Санкт-Петербургом, причиняя страдания себе и своим женщинам — Злате с Вероникой.

## В ролях
- Константин Хабенский — Александр
- Виктория Исакова — Злата
- Юлия Пересильд — Вероника
- Сергей Набиев
- Варвара Шмыкова
- Валентин Валл